# Величко Сергій Олегович
Сергі́й Оле́гович Вели́чко (позивний «Чілі») (нар. 3 січня 1994) — український військовий, доброволець та ветеран полку «Азов», у складі якого з 2014 року брав участь у бойових діях на Донбасі. Бойовий командир спецпідрозділу «KRAKEN». Капітан ГУР МО станом на початок 2023 року.

## Життєпис
Сергій Величко народився 3 січня 1994 року.
Був одним із лідерів харківських фанатів, які захистили Євромайдан від проросійських тітушок у 2014 році.
Є автором всесвітньо відомої кричалки «Путін — хуйло».
У складі полку «Азов» брав участь у боях 2014-2015 років.
Після повернення з фронту у 2015 році вів громадську діяльність у місті Харкові. У березні 2018 року став одним із засновників Харківської регіональної організації «Національного корпусу».
Був організатором та співорганізатором спортивних турнірів і змагань у місті й поза ним. Має відзнаки та нагороди. Здійснював соціальний патронат літніх людей, багатодітних сімей, вів благодійну діяльність, опікувався дитячими будинками та притулками. Був засновником кількох проєктів, серед яких: жіноча самооборона та молодіжний хаб для харків'ян. За його участі у Харкові відкрили безкоштовний спортивний зал для молоді, реабілітаційний центр для військових, дитячий табір та кросфіт-зону на одному з міських пляжів. Вів боротьбу з соціальними хворобами в українському суспільстві та з представниками проросійських бандформувань. За його участі, у Харкові припинено діяльність двох десятків наркопритонів, наливайок та незаконних гральних закладів.
Один з організаторів гуманітарної місії під час вибухів складу боєприпасів у Балаклії, впродовж якої було створено координаційний штаб. Волонтери забезпечували людей їжею та теплим одягом. Організовував безплатний транспорт для евакуації цивільного населення з епіцентру подій.
5 серпня 2021 року, разом з іншими членами «Нацкорпусу», потрапив до СІЗО за підозрою у вимаганнях, протидії законній господарській діяльності, створенні та участі у злочинній організації, але 2022 року справу закрили та підозрюваних повністю виправдали.
Наприкінці лютого 2022 року, після початку повномасштабної війни в Україні, був звільнений з-під варти та став на захист рідного міста. На початку повномасштабного вторгнення разом із Костянтином Немічевим сформував спецпідрозділ «KRAKEN». З лютого 2022 року пішов захищати Харківщину від російських окупантів. Розробляв та брав участь в операціях спецпідрозділу «KRAKEN».
У 2023 році закінчив Національний юридичний університет імені Ярослава Мудрого. За спеціальністю — право, ступінь — магістр.

## Відзначення та публічна підтримка
23 серпня 2024 року на офіційному сайті Президента України була зареєстрована електронна петиція № 22/232758-еп з ініціативи журналіста Тихон Амосов, щодо присвоєння Сергію Величку звання Героя України. Петиція набрала 26 138 підписів із необхідних 25 000 і була передана на розгляд до Офісу Президента України.

## Нагороди
- Заохочувальна відзнака «Україна понад усе!»;
- нагрудний знак МО України «За зразкову службу»;
- медаль «За визволення Балаклії»;
- нагрудний знак ЗСУ «Срібний хрест»;
- орден святого вмч. Юрія Переможця;
- почесна грамота харківської міської ради;
- медаль за оборону міста-героя Харкова;
- нагрудний знак головнокомандувача ЗСУ «Хрест заслуги»;
- медаль «30 років воєнній розвідці»;
- медаль «За відданість воєнній розвідці»;
- нагородна зброя — карабін «Heckler Koch MR223»;
- нагородна зброя — пістолет «СZ P-10F».